# Pascendi Dominici gregis
Pascendi Dominici Gregis kezdetű enciklikát a modernizmus tévedései ellen fogalmazta X. Piusz pápa, és írta alá 1907. szept. 8-án. A megfogalmazásban a pápa legnagyobb segítsége Joseph Lemius jezsuita filozófus volt, aki főként Alfred Loisy francia modernista teológus munkásságait vette kritika alá. A modernizmus a 19. század utolsó és a 20.század első évtizedének mozgalma, mely történeti, filozófiai és pszichológiai oldalról közelíti meg a hagyományos katolikus vallást. A pápák közül még II. János Pál pápa érinti ezt a témát az 1998-as Fides et ratio kezdetű enciklikájában.
Pascendi Dominici gregis az 1910. szeptember 1-jén bevezetett kötelező anti-modernista esküt írt elő, amely minden katolikus püspököt, papot és tanárt arra kötelezett, hogy világosan megfogalmazott hit szövegre esküdjenek fel. Az eskü mindaddig érvényben maradt, amíg VI. Pál pápa el nem törölte, 1967-ben.

## Szerkezete
Bevezetés
- Rejtőzködő ellenségek: Elvetemült újítók az Egyházon belül

- A Jó Pásztor a báránybőrbe bújt farkasok, a modernisták ellen

Első rész: A modernisták tanainak elemzése
1. A modernista mint bölcselő. Az agnoszticizmus
- A modernisták vitális immanenciája

- Következmény: A vallástörténelem kiforgatása
- Hogyan keletkeznek a dogmák a modernisták szerint

2. A modernista mint hívő. Az egyéni tapasztalás mint a vallási bizonyosság forrása
- A hagyomány fogalmának szétrombolása a modernisták által
- A hit és tudomány közti kapcsolat a modernisták szerint
- A hit a tudomány rabszolgája

3. A modernista, mint teológus. A két fő elv: immanentizmus és szimbolizmus
- Az istentisztelet
- A szentségek
- A Szent könyvek
- Egyház
- Az Egyház és állam viszonya
- Egyház és állam szétválása
- A rendszer lényege az evolúció

4. A modernista mint történész és kritikus
- A kritika mint segédeszköz
- E módszer alkalmazás a Szentírásra

5. A modernista mint apologéta
6. A modernista mint reformátor
Az első rész záradéka: A modernizmus a foglalata minden eretnekségnek
Második rész A modernizmus okai, erkölcsi okok: kíváncsiság, kevélység
- Értelmi okok: járatlanság a skolasztikus bölcseletben
- A modernizmus terjesztése

Harmadik rész. Az egyház parancsolt szigorú intézkedési a modernizmus ellen
- A skolasztikus bölcselet mint a szent tudományok alapja
- E szabályok végrehajtása
- A püspökök kötelessége: A könyvek, lapok gyűlések feletti örködés
- Az egyház és a tudományos haladás

## Tartalma

### Bevezetés
A bevezetőjében megemlíti mindig is éber féltékenységgel nézte a legfőbb Jó Pásztor a nyáj legeltetését a múltban is. Mindig voltak hamisak, tévelygők. De most különös álnokságokkal támadják az egyház alapjait.

### Elítélt tanok
A tagadó oldal. Az agnoszticizmus a vallás alapján érvényteleníti az észszerű bizonyítékokat. Szerintük az ész csak a tüneményekből indulhat ki, azon túl nem bizonyíthatóak a dolgok. Ezért a tudomány és a történelmen kívül helyezi Istent. A pápa kinyilvánítja, hogy így nem érnek fel Istenig csak a tünemények körében maradnak, ami egyenlő az ateizmussal, és Krisztus műve is értelmetlenné válna. Ezért az első vatikáni zsinatot idézi:
„Ha valaki azt állítaná, hogy az isteni kinyilatkoztatás nem lehet hihetővé külső jelek által, és így az embereket csak az egyéni tapasztalás avagy a magánsugallat vannak hivatva a hitre indítani, átok alatt legyen.”
Az állító oldal. Immanentizmus, amely az élet szükségletei szemszögből válogatja a vallási igazságokat. A vallás az ember belsejében található. Azt állítják, hogy Isten az ember belsejében létezik, és ő a kinyilatkoztatásnak oka is és tárgya is. A hit a tudatalattiból származik, abból fejlődik ki. Azt állítják, saját önkéntes tette ez a természetnek. Ez pedig a természetfeletti rend eltörléséhez vezetne. Ezért a pápa emlékeztet a Vatikáni zsinat kiközösítésére:
„Aki azt állítja, hogy az ember isteni segítséggel nem emelkedhet olyan ismeretre és olyan tökéletességre, amely meghaladja a természetet, hanem képes és köteles is folytonos fejlődéssel magától eljutni minden igaz és minden jó birtokába: átok alatt legyen.”
Modernista szándékok
- Minél jobban tanulmányozzák a természettudományokat, annál kevésbé érdeklődnek, illetve elhanyagolják a magasabb tanulmányokat.
- Vak szeretettel keresik az újdonságokban az igazságot a tudomány nevében, ott keresik az örök igazságot, ahol nincs, és azt utasítják el ahol az örök igazság van.
- A fejlődést teszik meg törvényként, amelynek alárendelik a Bibliát és a szent dolgokat is.
- Az Egyház tekintélyét ellentétbe állítják a hívők vallásos érzésének szabadságával. Így vallási öntudat alárendeltje az Egyház, és nem pásztora.
- Az államot el akarják választani az Egyháztól, a katolikust az állampolgártól.
- A nemzeti és családelemek kiküszöbölésével, egy új haladó világnézetű ember a példakép

Parancsolt intézkedések
- A skolasztikus bölcselők közül Aquinói Szent Tamás a szent tanulmányok alapja.
- Ne érje a papságot éberség, buzgalom, szilárdság, mulasztás kifogása.
- Anti-modernista esküt kell tenni.